# Anthidium porterae
Anthidium porterae är en biart som beskrevs av Cockerell 1900. Anthidium porterae ingår i släktet ullbin, och familjen buksamlarbin. Inga underarter finns listade i Catalogue of Life.